# Costeira do Pirajubaé
Costeira do Pirajubaé é um bairro residencial localizado na parte centro-oeste de Florianópolis, distante aproximadamente 3 km do centro, com uma população média de 12 mil habitantes, sendo caminho para as praias do sul da ilha e para o Aeroporto Internacional Hercílio Luz.
O nome Pirajubaé é originário de uma tribo indígena que habitava a região, quando os colonizadores chegaram a ilha de Santa Catarina. De acordo com Milton Moreira Wherá Mirim, Cacique da aldeia dos índios guarani Mbyá de São Miguel, Biguaçu, cidade vizinha a Florianópolis, Pirajubaé (...) vem de “Pirá’Jumboaié” (Outro tipo de peixe amarelo) (...) Reporta-se à abundância no local de um tipo de peixe amarelo que os antigos índios carijós conheciam por “Pirá’Jumboaié”  - Daí a origem do nome do bairro.